# Надежда Младенова
Надежда Младенова е дългогодишна състезателка по карате Шотокан в националния отбор на Българската федерация по шотокан карате-до (БФШК).
Най-сериозен успех постига през 2014 година на световното първенство и турнира за световна кохай купа в Домброва Гурнича, Полша. На състезанието Младенова печели 1-во място в категория до 55 кг.

## Призови класирания
| Година | Състезание            | Категория | Класиране |
| ------ | --------------------- | --------- | --------- |
| 2011   | Световно първенство   | до 60 кг  | 2-ро      |
| 2013   | Европейско първенство | до 55 кг  | 3-то      |
| 2014   | Европейско първенство | до 60 кг  | 3-то      |
| 2014   | Световно първенство   | до 55 кг  | 1-во      |
| 2016   | Европейско първенство | -         | 3-то      |

## Личен живот
Надежда Младенова е дъщеря на актьорите Рашко Младенов и Сашка Братанова. Завършва философия в „Софийския университет „Св. Климент Охридски““. Има сестра близначка Вяра.